# Del roig al blau
Del roig al blau (Del rojo al azul en castellano) es una película documental realizada en 2005 sobre la transición Española en la Comunidad Valenciana (1975-1982) dirigida por Lorenzo Soler. Está rodada en valenciano.

## Argumento
Abarca el período de tiempo que transcurre desde la muerte de Franco hasta la aprobación del Estatuto de Autonomía de la Comunidad Valenciana. Examina hechos como las manifestaciones en favor de la amnistía y el estatuto, las primeras elecciones democráticas, la llamada Batalla de Valencia, el referéndum de aprobación de la Constitución, las elecciones municipales o el golpe de Estado de 1981. 
El título del documental alude a un libro del catedrático de la Universidad de Valencia Alfons Cucó (Roig i blau), que vivió de cerca algunos de los sucesos. Está producida por el Vicerrectorado de Cultura y realizada por el Taller de Audiovisuales de la misma universidad (Alexander Crespo, Albert Montón y Miquel Francés).
En la película aparecen entrevistados personajes del periodismo, la cultura, la política o el deporte como María Consuelo Reyna, Josep Guia, Josep Lluís Albiñana, José María Fernández del Río, Joan Lerma, Enrique Monsonís, Eliseu Climent, Francesc de Paula Burguera, Juan Genovés, Juan José Pérez Benlloch, Rosa Solbes, Manuel Molins, Lluís Miquel, Ricard Pérez Casado, Xavier Marí, Vicent Soler, Vicent Álvarez, Javier Aguirre de la Hoz, Pasqual Martín Villalba, Ignacio Carrau, Pere Mayor, Manuel Girona o Miguel Ramón Izquierdo.
- Datos: Q3311128